# Модель SABR
Модель SABR (stochastic alpha-beta-rho) — в финансовой математике модель динамики цен активов или процентных ставок со стохастической волатильностью следующего вида :
{\displaystyle dF_{t}=\sigma _{t}C(F_{t})dW_{t}^{F}}
{\displaystyle d\sigma _{t}=\alpha \sigma _{t}dW_{t}^{\sigma }}
{\displaystyle dW_{t}^{F}dW_{t}^{\sigma }=\rho dt}
где в классическом случае {\displaystyle C(F)=F_{t}^{\beta }}. Для учёта теоретической возможности отрицательных ставок/цен используют также модель со смещением (shifted SABR): {\displaystyle C(F)=(F_{t}+s)^{\beta }}. Применяется также модель с функцией {\displaystyle C(F)=|F_{t}|^{\beta }}. 
Здесь "сигма" {\displaystyle {\sigma }_{t}}- это стохастический процесс волатильности (с начальным значением {\displaystyle {\sigma }_{0}}). Параметр "альфа" - это "волатильность волатильности" (часто его обозначают "ню" {\displaystyle \nu }), а "альфой" - начальное значение волатильности). Параметр "ро" - параметр локальной корреляции факторов, влияющих на цену и на волатильность. Параметр "бетта" - это параметр CEV-модели, возможные значения которой от 0 до 1. По существу такая модель является существенно обобщенной и включает в себя в качестве частных или предельных случаев некоторые другие базовые модели, например если параметр "волатильность волатильности" равен нулю, то получим так называемую CEV-модель, которая свою очередь в качестве предельных частных случае содержит нормальную модель (нулевая "бетта"), логнормальную модель ("бетта" равно 1). Также возможно рассмотрение модели с нулевой корреляцией - в таком случае обобщение "классических" моделей заключается просто в наличии некоторого разброса "сигмы", например в рамках нормальной или логнормальной модели.
При моделировании процентных ставок обычно модель описывает форвардную ставку для конкретного будущего периода в соответствующей  форвардной мере. Соответственно параметры аналогичных моделей для форвардных ставок разной срочности могут потенциально иметь разные значения параметров. Совместное моделирование одновременно всех форвардных ставок разных срочностей возможно, например, в рамках модели SABR-LMM.
Модель позволяет объяснить так называемую улыбку вменённой волатильности в рамках модели Блэка-Шоулза или Башелье. Несмотря на то, что существуют достаточно точные аналитические подходы к оценке опционов в рамках модели SABR (при нулевой корреляции эти формулы точные), тем не менее, соответствующие формулы достаточно сложны и предполагают в том числе неоднократное численное интегрирование сложных функций. Поэтому на практике часто применяют иной подход - используют аппроксимации нормальной или логнормальной волатильности для оценки опционов стандартными формулами Блэка или Башелье.
Модель была предложена в статье 2002 года четырьмя авторами - Patrick S. Hagan, Deep Kumar, Andrew Lesniewski, and Diana Woodward, где они предложили приближенные формулы для аппроксимации нормальной и логнормальной волатильности. В дальнейшем многие авторы предложили различные улучшения и альтернативные подходы к оценке, в том числе и сами авторы первоначальных формул, а также Berestickiy (2004), Henry-Labordere (2005), Objoj (2008), Paulot (2009), Le'Floch (2014) и др. 

## Формула для волатильности Блэка (логнормальной, относительной)
Первая приближенная аппроксимация волитильности Блэка была выведена в 2002 году в статье четырех авторов - Patrick S. Hagan, Deep Kumar, Andrew Lesniewski, and Diana Woodward (формулу аппроксимации иногда обозначают аббревиатурой из фамилий авторов - HKLW). В дальнейшем указанная формула была исправлена/скорректирована работами Berestickiy (2004) и Obloj (2008). Ниже приводится исправленная версия формулы. 

### Общая формула аппроксимации
{\displaystyle \sigma _{B}(F_{0}(T),K,T)=\sigma _{B}^{0}(1+a^{1}\varepsilon )+O(\varepsilon ^{2})}
где {\displaystyle \varepsilon =\alpha ^{2}T} (где {\displaystyle T} - срок до экспирации опциона в годах):
{\displaystyle \sigma _{B}^{0}={\frac {\alpha \ln {\frac {F_{0}}{K}}}{\ln {\frac {{\sqrt {1-2\rho z+z^{2}}}+z-\rho }{1-\rho }}}}}
{\displaystyle a^{1}={\frac {2\gamma _{2}-\gamma _{1}^{2}+1/F_{\text{mid}}^{2}}{24}}\;\left({\frac {\sigma _{0}C(F_{\text{mid}})}{\alpha }}\right)^{2}+{\frac {\rho \gamma _{1}}{4}}\;{\frac {\sigma _{0}C(F_{\text{mid}})}{\alpha }}+{\frac {2-3\rho ^{2}}{24}}}
где {\displaystyle F_{\text{mid}}} некоторое среднее значение между {\displaystyle F_{0}} and {\displaystyle K} (обычно выбирается как среднее геометрическое {\displaystyle {\sqrt {F_{0}K}}} или арифметическое среднее {\displaystyle \left(F_{0}+K\right)/2}).
{\displaystyle z={\frac {\alpha }{\sigma _{0}}}\;\int _{K}^{F_{0}}{\frac {dx}{C(x)}},\;\gamma _{1}={\frac {C'(F_{\text{mid}})}{C(F_{\text{mid}})}},\;\gamma _{2}={\frac {C''(F_{\text{mid}})}{C(F_{\text{mid}})}}}

### Формула для классической модели SABR
Для классического случая {\displaystyle C\left(F\right)=F^{\beta }}, поэтому {\displaystyle \gamma _{1}={\frac {\beta }{F_{\text{mid}}}},\;\gamma _{2}=-{\frac {\beta (1-\beta )}{F_{\text{mid}}^{2}}}\;}. Соответственно
{\displaystyle I^{1}\varepsilon =\left[{\frac {(\beta -1)^{2}\sigma _{0}^{2}}{24F_{mid}^{2(1-\beta )}}}+{\frac {\rho \alpha \sigma _{0}\beta }{4F_{mid}^{1-\beta }}}+{\frac {2-3\rho ^{2}}{24}}{\alpha }^{2}\right]T}
Далее в общем случае {\displaystyle z={\frac {\alpha }{\sigma _{0}}}{\frac {F_{0}^{1-\beta }-K^{1-\beta }}{1-\beta }}}, но в предельном случае {\displaystyle \beta =1} имеем {\displaystyle z={\frac {\alpha }{\sigma _{0}}}\ln {\frac {F_{0}}{K}}}. Но как в общем случае, так и в указанном предельном случае имеет место общая вышеприведенная формула для {\displaystyle I^{0}}. Однако, имеются две предельные ситуации, требующие прямого указания аналитической формулы:
- для случая ATM {\displaystyle (F_{0}=K)} имеем {\displaystyle \sigma _{B}^{0}=\sigma _{0}/K^{1-\beta }}
- для случая {\displaystyle \alpha =0} имеем {\displaystyle \sigma _{B}^{0}={\frac {\sigma _{0}(1-\beta )\ln {\frac {F_{0}}{K}}}{F_{0}^{1-\beta }-K^{1-\beta }}}}

#### Формула преобразования волатильности Башелье в волатильность Блэка
Крайне тривиальный для модели SABR случай, когда {\displaystyle \beta =0,\alpha =0} по существу означает обыкновенную нормальную модель (модель Башелье), поэтому вышеприведенные формулы позволяют выразить логнормальную волатильность через нормальную по следующей формуле:
{\displaystyle \sigma _{B}={\sigma _{N} \over K}\left[{\frac {\ln {\frac {F_{0}}{K}}}{{F_{0} \over K}-1}}\right]\left(1+{\sigma _{N}^{2} \over 24F_{mid}^{2}}\tau \right)}
где функция в квадратных скобках в случае ATM равна 1.

## Формула волатильности Башелье (нормальной, абсолютной)
Для аппроксимации нормальной волатильности формулы немного отличаются:
{\displaystyle I^{0}=\alpha {\frac {{F_{0}}-{K}}{\ln {\frac {{\sqrt {1-2\rho z+z^{2}}}+z-\rho }{1-\rho }}}}}
{\displaystyle I^{1}={\frac {2\gamma _{2}-\gamma _{1}^{2}}{24}}\;\left({\frac {\sigma _{0}C(F_{\text{mid}})}{\alpha }}\right)^{2}+{\frac {\rho \gamma _{1}}{4}}\;{\frac {\sigma _{0}C(F_{\text{mid}})}{\alpha }}+{\frac {2-3\rho ^{2}}{24}}}
Для классического случая {\displaystyle C\left(F\right)=F^{\beta }}, величины {\displaystyle \gamma _{1},\gamma _{2},z} рассчитываются аналогично. Поэтому
{\displaystyle I^{1}\varepsilon =\left[{\frac {[(\beta -1)^{2}-1]\sigma _{0}^{2}}{24F_{mid}^{2(1-\beta )}}}+{\frac {\rho \alpha \sigma _{0}\beta }{4F_{mid}^{1-\beta }}}+{\frac {2-3\rho ^{2}}{24}}{\alpha }^{2}\right]\tau }

#### Формула преобразования волатильности Блэка в волатильность Башелье
Тривиальный для модели SABR случай, когда {\displaystyle \beta =1,\alpha =0} по существу означает обыкновенную логнормальную модель (модель Блэка), поэтому вышеприведенные формулы позволяют выразить нормальную волатильность через логнормальную по следующей формуле:
{\displaystyle \sigma _{N}=\sigma _{B}K\left[{{F_{0} \over K}-1 \over \ln {F_{0} \over K}}\right]\left(1-{\sigma _{B}^{2} \over 24}\tau \right)}
где функция в квадратных скобках в случае ATM равна 1.